# Genom dina ögon
Genom dina ögon (originaltitel: The Host) är en bok av Stephenie Meyer, författaren till Twilight-böckerna. Denna bok har dock ingen koppling till hennes andra böcker.
Genom dina ögon blev #1 på The New York Times bästsäljarelista och låg kvar på denna lista under 26 veckor. Boken har även tillbringat över 36 veckor på Los Angeles Times bästsäljarelista.

## Handling
Jorden har invaderats av en ras som tar över människornas sinnen medan de lämnar kroppen intakt och större delen av mänskligheten har dukat under. Men Melanie Stryder vägrar att tyna bort och låta en själ ta över sin kropp. Även om Vandraren har det största greppet om hennes kropp så kan hon tänka och kommunicera med själen som Vandrarens art kallas.
Vandraren, en av de invaderande Själarna som har tilldelats Melanies kropp, har hela tiden varit medveten om hur plågsamt det skulle vara att ta över en människas kropp: de överväldigande känslorna, de alltför tydliga minnena. Men det finns en svårighet som Vandraren inte har väntat sig, att den tidigare ägaren av kroppen skulle vägra att ge sig av och överlämna kroppen till henne.
Melanie fyller Vandrarens sinne med bilder av Jared och Jamie, mannen hon älskar och sin lillebror, som hittills lyckats hålla sig gömda. Det är omöjligt för Vandraren att skilja på sina och Melanies känslor och snart åtrår hon en man hon aldrig mött och älskar sin värdkropps bror. Hotet från de andra Själarna gör Vandraren och Melanie till ovilliga allierade och tillsammans ger de sig av för att finna Jared och Jamie. Resan resulterar i en hård kamp där Vandraren står i centrum, en resa där de både får möta dödshot och kärlek.
Deras resa tar nästan slut när Vandraren och Melanie går vilse i öknen, men i sista sekund blir de räddade av Jeb, Melanies "galna" farbror. Jeb tar dem till gömstället där de får träffa både Jared och Jamie, men också många andra människor som undkommit sökarna och fortfarande är sig själva. Människorna är skeptiska mot Vandraren och till en början behandlar de henne väldigt illa, men allt eftersom tiden går lär de känna varandra bättre och deras sätt mot varandra förändras. Vandraren får inte bara många nya vänner utan hon finner också ett nytt hem hos människorna.
En sökares uppgift är att finna de människor som finns kvar på jorden, och är de enda själar som är villiga att ta till våld om det skulle behövas. Vandraren har blivit tilldelad en sökare som hon ska anförtro de minnen som hon har från Melanie (sin världskropps riktiga ägare). På de sättet hittar sökarna snabbt och smidigt de människor som fortfarande finns kvar på jorden. Men både vandraren och Melanie hyser stark avsky för sökaren, och på grund av detta lyckas Melanie övertala vandraren att försöka fly för att söka upp Jared och Jamie.

## Film
En film baserad på boken hade premiär den 29 mars 2013. Filmen är regisserad och skriven av Andrew Niccol.
Melanie Stryder spelas av Saoirse Ronan.